# Troon
Troon (gaelico scozzese: An Truthail / An t-Sròn, scots The Truin) è una città del Regno Unito, che si trova nella Scozia meridionale, precisamente a sud-ovest, nell'area dell'Ayrshire Meridionale.
Sulle rive del Firth of Clyde, la cittadina è sede di un porto sia commerciale che per traffico passeggeri.

## Amministrazione

### Gemellaggi
- Villeneuve-sur-Lot, dal 1987[1]